# Un atome de bon sens
Ne doit pas être confondu avec L'Odyssée d'Homer.
Un atome de bon sens (France) ou L'Odyssée d'Homer (Québec) (Homer's Odyssey dans la version originale) est le 3e épisode de la première saison de la série télévisée d'animation Les Simpson.

## Synopsis
Mme Krapabelle amène la classe de Bart à la centrale nucléaire de Springfield pour une visite. Comme Homer lève les yeux pour saluer Bart pendant qu'il conduit une voiturette, il fonce dans un tuyau radioactif.
Homer est alors renvoyé pour avoir violé plusieurs règles de sécurité. Dépressif et incapable de se trouver un nouvel emploi, il écrit un message d'adieu pour sa famille et il projette de se jeter en bas d'un pont. Lisa trouve le message et alerte immédiatement sa famille. Alors qu'ils arrivent au pont pour l'arrêter, ils se font presque faucher par une voiture allant à toute vitesse.
C'est alors qu'Homer décide de faire en sorte que Springfield soit une ville plus sûre. Il encourage donc la ville à faire poser des ralentisseurs, des feux signalant l'affaissement de la chaussée et à limiter la vitesse à 20 km/h dans le centre-ville. Quand il commence à s'ennuyer avec les problèmes de circulation, Homer décide de s'attaquer à la centrale nucléaire. Homer est bien décidé à la faire fermer. Homer étant soutenu par de plus en plus de monde, M. Burns lui offre un poste de technicien de surveillance avec un plus grand salaire. Homer accepte le poste et annonce à ceux qui le soutiennent qu'ils peuvent retourner chez eux parce qu'il va maintenant pouvoir faire de la centrale nucléaire un endroit plus sûr.